# Blagoje
Blagoje (kyrillisch: Благоје) ist ein überwiegend in Serbien verbreiteter männlicher Vorname. 

## Bedeutung
Der Name Blagoje kommt von dem serbischen Wort blag (kyrillisch: благ) und bedeutet sanft, gutherzig.

## Bekannte Namensträger
- Blagoje Bersa (1873–1934), kroatischer Komponist
- Blagoje Adžić (1932–2012), Verteidigungsminister Jugoslawiens

## Nachnamenform
- Blagojevic
- Blagoja